# 奥斯卡·罗梅罗
聖奥斯卡·阿努尔福·罗梅罗-伊-加尔达梅斯（1917年8月15日—1980年3月24日），聖萨尔瓦多總教區榮休總主教。
罗梅罗總主教站在贫困民众一边，代表萨尔瓦多内战牺牲者为侵犯人权而发声。他在政治上积极的行动主义在当时不仅饱受萨尔瓦多政府的非难，在天主教会内部也存在有不同的声音。1980年，罗梅罗總主教于一次弥撒中被枪击身亡。他的死导致了国际舆论对萨尔瓦多政府侵害人权的抗议。
1997年开始对其列圣的调查程序，在2018年5月20日教宗方濟各宣佈將羅梅羅冊封為聖人。在其被官方封圣前，罗梅罗已然成为了萨尔瓦多天主教徒心目中的萨尔瓦多守护圣人，并以“圣罗梅罗”称呼。即使是在天主教会以外的其他基督宗教教派，罗梅罗也颇受人敬爱，被作为“20世纪十大基督宗教殉道者”之一，被刻成雕像伫立于英国西敏寺大教堂西大门上方。

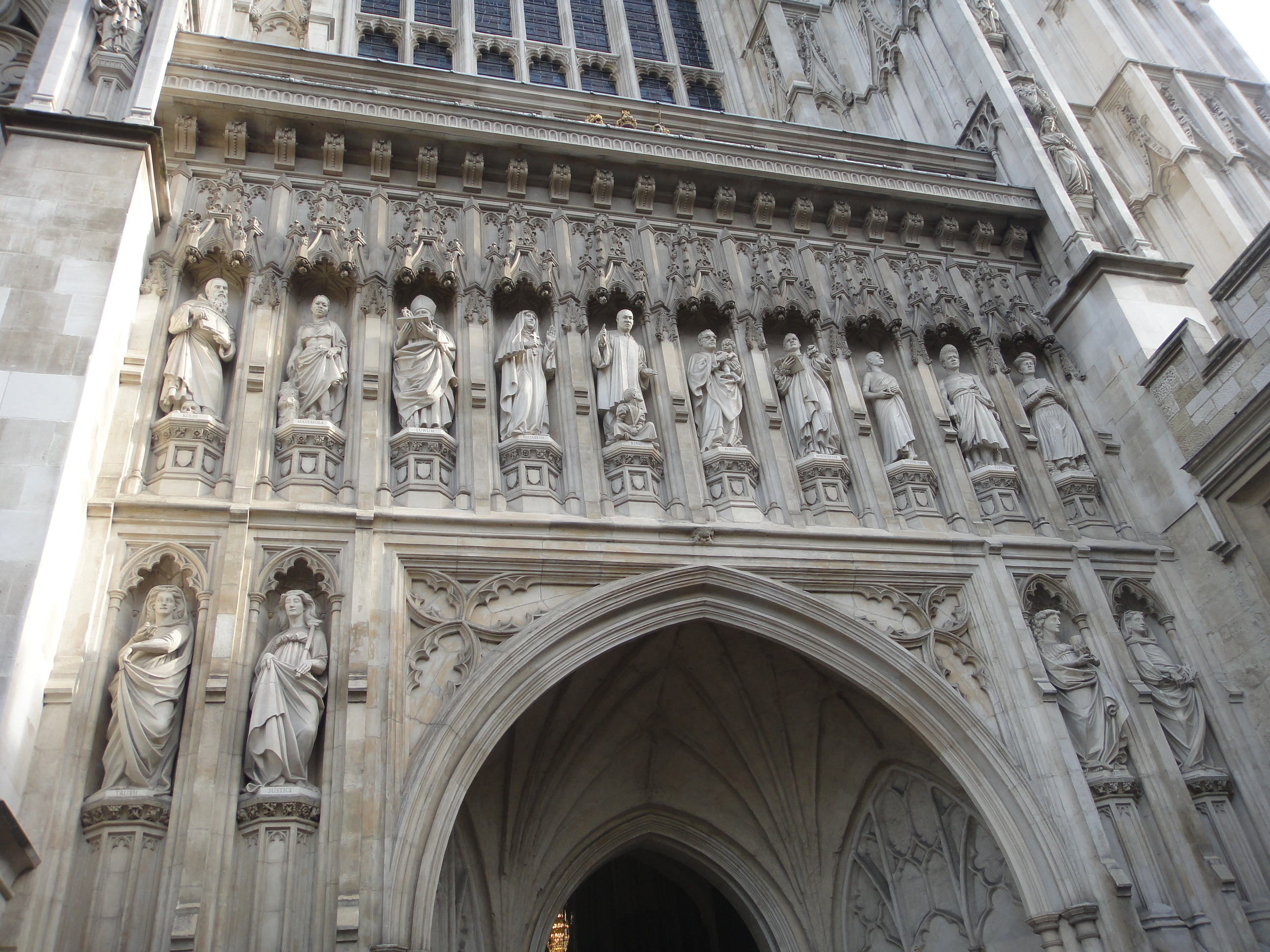
西大门上方的十尊基督教殉道者塑像

## 早年生活
罗梅罗生于萨尔瓦多巴里奥斯城，作为8兄弟中的老二，自幼因病只在公立小学读到三年级便作了见习木工直到12岁。1931年进入当地修道院学习6年，期间亦曾因家境贫寒在金矿山做过3个月苦工。1937年进入另一所修道院学习7个月后，进入位于罗马的宗座额我略大学学习。1942年4月4日晋铎。曾担任酒精依赖者互助组的援助工作、主持建设大教堂、和平圣母信心会的创建指导和教区新闻刊物《Orientation》的主编。在当时他的观点还是非常保守的。

## 萨尔瓦多總主教
1977年2月23日，罗梅罗被选为萨尔瓦多總主教。因为他先前保守的名声，这个任命被当时的军政府所欢迎，而同时持解放神学观点的神职人员也担心他会限制神职人员与劳动人民的联系。但就在这时发生的一件事却使罗梅罗總主教从保守派变成了解放神学者。1977年3月12日，罗梅罗的好友、支持贫农互助组的进步耶稣会士古拉迪被暗杀。罗梅罗向当时的阿图罗·阿曼多·莫利纳政府请求调查，但被无视。审查下的报刊也选择了沉默。于是罗梅罗總主教的立场开始渐趋激进，为此曾和当时的教宗若望·保禄二世发生分歧。
罗梅罗曾于1980年2月17日向当时的美国卡特政府致函要求不要给新的军政府以军事援助，被卡特以“又一个尼加拉瓜”为理由无视。
1980年3月24日，罗梅罗總主教于La Divina Providencia医院的禮拜堂做弥撒时被暗杀。已经确认这次暗杀是由美国建立的美洲学校训练出的2名敢死队军官进行的，幕后指使者是后来建立民族主义共和联盟的罗伯托·达布松少校。他的葬礼吸引了来自世界各地的共100万人参加，而在葬礼的同一天政府的保安警察杀死了40多位平民。

## 封聖

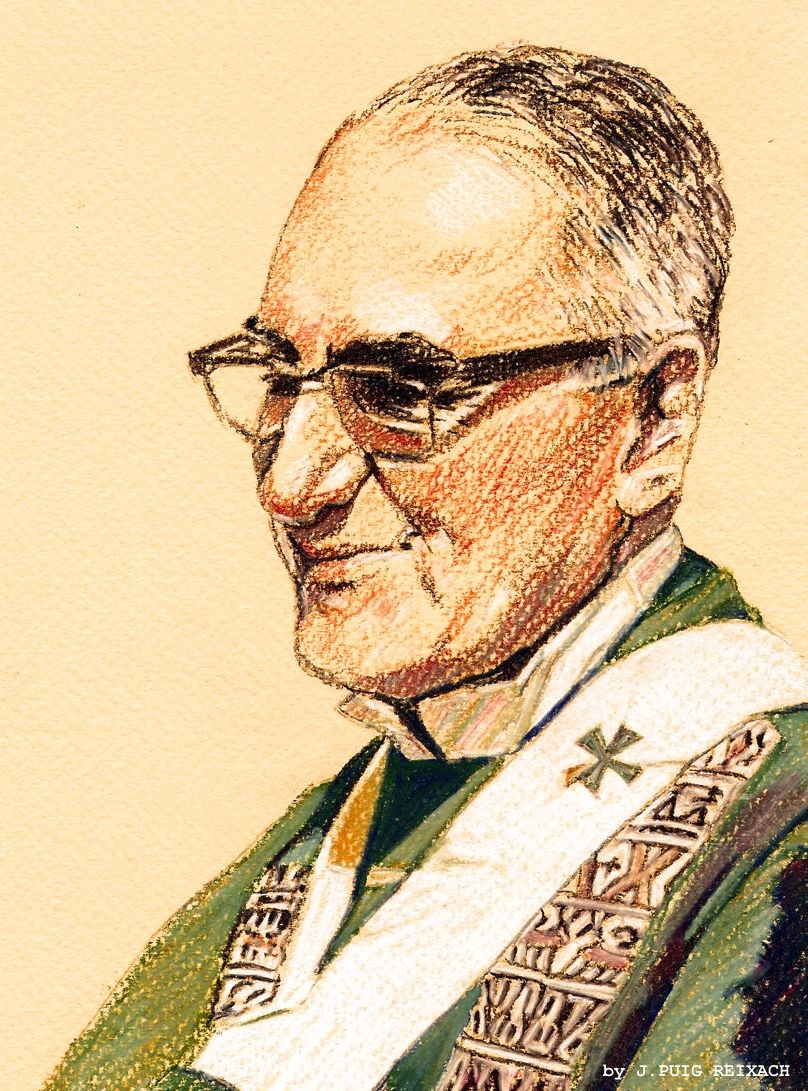
奧斯卡·羅梅羅的畫像

教宗方濟各於2018年5月20日宣佈將羅梅羅冊封為聖人。封聖禮於同年的10月14日在梵蒂岡聖伯多祿廣場舉行，由教宗方濟各主持。